# United States Army Intelligence and Security Command

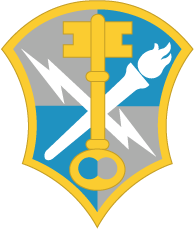
Ehemaliges Abzeichen

Das United States Army Intelligence and Security Command (INSCOM; deutsch Nachrichtendienst- und Sicherheitskommando der Armee der Vereinigten Staaten) ist das nachrichtendienstliche und Sicherheits-Hauptkommando der US Army.
INSCOM ist zudem Teil des Central Security Service (CSS).
Die Luftstreitkräfte und die Marine besitzen als Teil von CSS mit der Air Force Intelligence, Surveillance and Reconnaissance Agency und dem Network Warfare Command ähnliche Organisationen.

## Benennung und Organisation
In angelsächsischen Ländern wird in der Regel nicht strikt zwischen der Sicherung eigener Informationen und der Gewinnung gegnerischer Informationen unterschieden. Stattdessen werden diese Funktionen als „zwei Seiten einer Medaille“ betrachtet und immer in einer gemeinsamen Organisation zusammengeführt. Diese wird als „Intelligence and Security Organisation“ bezeichnet. Beispiele sind die britische GCHQ, die kanadische CSE oder die amerikanische NSA. INSCOM kann als Heeresanteil der NSA betrachtet werden.
Alle angelsächsischen Länder (USA, Großbritannien, Kanada, Australien und Neuseeland) arbeiten im Bereich „Intelligence and Security“ aufs engste zusammen. Dies wird in der Öffentlichkeit manchmal auch als „Echelon“ bezeichnet.
In Deutschland sind diese Funktionen auf BSI, BND und Kommando Strategische Aufklärung aufgeteilt.

## Sicherheit
INSCOM hat die defensive Aufgabe, die Sicherheit elektronischer Systeme des US-Heeres (Computer, Kommunikation und Chiffren) und die Sicherheit stationierter Truppen zu gewährleisten. Letzteres beinhaltet die Abwehr von Subversion (Zersetzung) und Spionage gegen stationierte Truppen.

## Nachrichtengewinnung und Aufklärung
Die offensive Aufgabe von INSCOM ist die Aufklärung gegnerischer Stellungen, Pläne und Absichten. Technische Methoden beinhalten Funkpeilung, Funkverkehrsanalyse, Brechen von Chiffren (Kryptoanalyse), offensive Netzwerkoperationen („Hacking“). Besonders die fernmeldetechnische Aufklärung ist hochentwickelt, mit Systemen wie GUARDRAIL oder stationären (Satelliten-)Empfangsantennen (manchmal Echelon genannt). Selbstverständlich werden über NSA/CSS auch Nachrichten von anderen Systemen wie Rivet Joint (Luftstreitkräfte) ausgetauscht. Weitere wichtige technische Systeme sind Radar-Sensoren wie JSTARS und Global Hawk sowie optische Satelliten. Diese werden zusammen mit den Luftstreitkräften und dem National Reconnaissance Office betrieben. NSA/CSS betreibt (unter Mitwirkung der Luftstreitkräfte) auch elektronische Aufklärungssatelliten wie beispielsweise die MERCURY-Satelliten und stellt daraus gewonnene Nachrichten INSCOM zur Verfügung. Die Befragung von Gefangenen und andere „Human Intelligence“ Aktivitäten gehören ebenfalls zur Aufgabe von INSCOM.

## Auftrag
- Die geheimdienstliche Unterstützung aller militärischen Planungen des Heeres für alle möglichen Einsatzgebiete in Südamerika, Asien, Afrika und Europa.
- Die Nutzung aller Mittel der elektronischen Aufklärung (SIGINT = Signals Intelligence).
- Die Nutzung menschlicher Quellen (HUMINT = Human Intelligence) umfasst den Einsatz aller menschlicher Quellen, vom Geheimdienstoffizier (zum Beispiel als Militärattaché) bis zum Agenten.

## Organisation
Unterstellte Einheiten (Major Subordinate Commands) sind:
Informations-Einsatz-Kommando
- 1st Information Operations Command (Land)

Brigaden
- 300th Military Intelligence Brigade
- 501st Military Intelligence Brigade
- 513th Military Intelligence Brigade
- 704th Military Intelligence Brigade
- 66th Military Intelligence Brigade (für Europa zuständig)

(unter anderem Heeres-Anteil an der Echelon Satellitenkommunikations-Horchanlage Menwith Hill, Großbritannien)
Gruppen
- 115th Military Intelligence Group
- 500th Military Intelligence Group
- 470th Military Intelligence Group
- 116th Military Intelligence Group
- 108th Military Intelligence Group
- 902nd Military Intelligence Group

## Standorte
Das Hauptquartier der INSCOM ist in Fort Belvoir (Virginia). Als europäisches Detachement fungiert die 66th Military Intelligence Brigade auf dem Wiesbaden Army Airfield.

## Liste der Kommandierenden Generale
| Name                   | Beginn der Berufung | Ende der Berufung |
| ---------------------- | ------------------- | ----------------- |
| Timothy D. Brown       | 14. Dezember 2023   | amtierend         |
| Michele Bredenkamp     | 16. Juli 2021       | 14. Dezember 2023 |
| Gary W. Johnston       | 11. Juni 2018       | 16. Juli 2021     |
| Christopher S. Ballard | 27. Juni 2016       | 11. Juni 2018     |
| George J. Franz III    | 30. Mai 2014        | 27. Juni 2016     |
| Stephen Fogarty        | 5. März 2012        | 30. Mai 2014      |
| Mary A. Legere         | 16. Oktober 2009    | 5. März 2012      |
| David B. Lacquement    | 2007                | 16. Oktober 2009  |

Alle bisherigen Kommandeure bekleideten den Rang eines Generalmajors.

## Vergleichbare Deutsche Organisationen
- Kommando Strategische Aufklärung der Bundeswehr
- Militärischer Abschirmdienst (MAD) der Bundeswehr
- Bundesnachrichtendienst
- Bundesamt für Sicherheit in der Informationstechnik